# 남산순환로
남산순환로(Namsansunhwan-ro)는 대한민국의 경상북도 경주시 남산동에서 배동까지를 연결하는 도로이다. 남산 일대를 순환하는 도로라고 하여 명명되었다.

## 노선
| 교차로     | 도로 명  | 비고          | 길이(㎞단위) |
| ---------- | -------- | ------------- | ------------ |
| 포석정 앞  | 포석로   | 국도 제35호선 | 0.0          |
| 남산경로당 | 칠불암길 | -             | 7.5          |